# باد سرخ
باد سرخ فیلمی به کارگردانی و نویسندگی جمشید ملک‌پور ساختهٔ سال ۱۳۶۷ است.

## بازیگران
- جهانگیر الماسی
- فیروز بهجت‌محمدی
- شهلا میربختیار
- توران مهرزاد
- جعفر والی
- حسین کسبیان
- حسین احمدی نسب
- حسین نصرآبادی
- ویدا احمدی نسب
- ایران بزرگمهر
- محمد پورحسن
- خسرو یارعلی
- بهرام مولایی
- بابک نوری